# Professor-Friedrich-Förster-Gymnasium
Das Professor-Friedrich-Förster-Gymnasium, kurz PFFG, ist ein Gymnasium in Haldensleben im Landkreis Börde. Es wurde benannt nach dem Physiker Friedrich Förster.